# August Geislhöringer
August Geislhöringer (* 22. August 1886 in München; † 
18. oder 19. Juni 1963 in Augsburg) war ein deutscher Jurist und Politiker der Bayernpartei. Von 1954 bis 1957 war er Innenminister des Freistaates Bayern.

## Beruflicher Werdegang
August Geislhöringer legte sein Abitur 1905 am Theresien-Gymnasium München ab. Danach begann er ein Studium der Rechtswissenschaft und der Volkswirtschaftslehre an der Ludwig-Maximilians-Universität München. Dieses schloss er 1909 mit dem ersten und 1912 zweiten Staatsexamen ab. 1914 wurde er an der Juristischen Fakultät mit der Dissertation Die Zwangsvollstreckung nach § 888 Z.P.O. zum Dr. jur. promoviert. Er wurde 1905 Mitglied der Burschenschaft Danubia München und blieb ihr nach seiner Studienzeit als Alter Herr erhalten.
Bis 1915 war Geislhöringer als Regierungsakzessist in der Bayerischen Staatsfinanzverwaltung beschäftigt. Anschließend ließ er sich in Nürnberg als Rechtsanwalt nieder. Zum 1. Januar 1924 wurde er als Justitiar der Lechwerke in Augsburg tätig, wo er bis zu seiner Pensionierung bis 1952 beschäftigt war.

## Politik
Geislhöringer gehörte von 1950 bis 1958 dem bayerischen Landtag an und war von 1952 bis 1954 stellvertretender Landesvorsitzender der Bayernpartei. Vom 14. Dezember 1954 bis zum 8. Oktober 1957 war er bayerischer Innenminister in der Viererkoalition Wilhelm Hoegners.

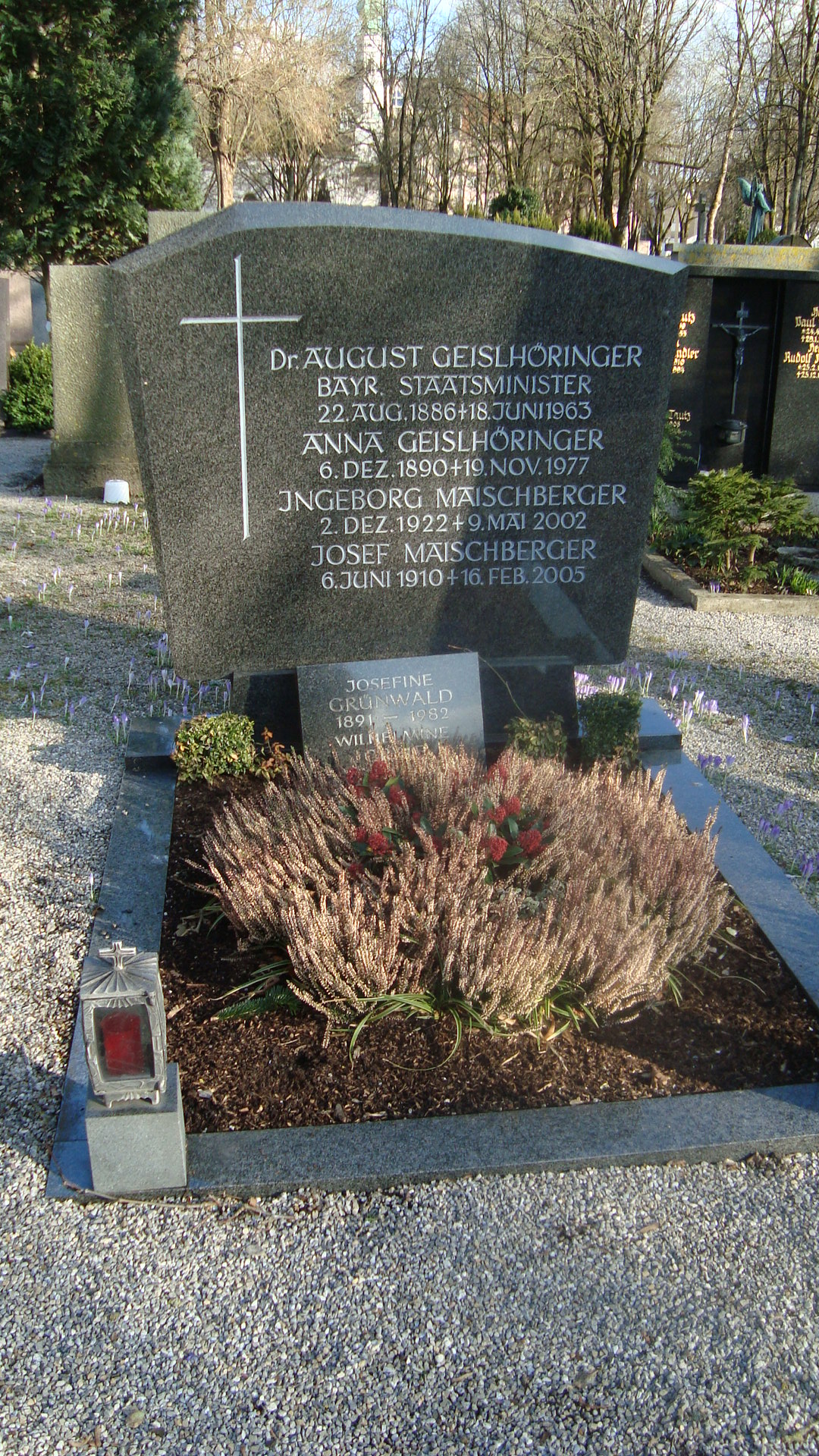
Grab von August Geislhöringer auf dem Katholischen Friedhof an der Hermanstraße

Er war in die bayerische Spielbankenaffäre verwickelt und wurde 1960 wegen Meineids vom Landgericht München I zu einer neunmonatigen Bewährungsstrafe verurteilt, die der Bundesgerichtshof später aufhob.